# José Antonio Saco
José Antonio Saco   (Bayamo, 7 de maig de 1797 - Barcelona, 26 de setembre de 1879), José Antonio Saco López Cisneros, va ser un sociòleg, periodista, historiador i economista cubà. Va donar a conèixer la identitat nacional cubana, es va oposar al corrent annexionista amb els Estats Units i combaté l'esclavitud.

## Biografia
Va estudiar a la seva ciutat natal, i als tretze anys va passar a l'Havana, on continuà la formació al Seminari de Sant Carles i Sant Ambrosi. Va començar a adquirir fama d'orador a les reunions literàries a què va concórrer per aquell temps, i del 1819 és el seu primer escrit conegut: La declaración de prodigalidad y sus efectos jurídicos sobre la capacidad del pródigo para contraer matrimonio, para testar, y efectos de la mutación de conducta del pródigo en su interdicción. El 1821 va passar a exercir la càtedra de filosofia i va continuar l'obra del seu predecessor i mestre, el prevere Félix Varela, cosa que aviat el portà a ser un dels homes més influents de l'illa. El 1824, compromès per les seves opinions respecte a la qüestió política colonial, va embarcar per a Filadèlfia i d'allà va marxar a Nova York, on el 1828 fundà el Missatger Setmanal, en què va donar a conèixer l'obra de l'historiador José Martín Félix de Arrate y Acosta i mantingué una encesa polèmica amb Ramón de la Sagra amb relació a unes acerbes crítiques que aquest havia fet amb relació a poesies de José María Heredia y Campuzano. Traduí els Elementa juris civilis:
secundum ordinem Institutionum (Elementos de derecho romano, Madrid 1829) de Heineccius, el 1829 va escriure la Memoria sobre los caminos en la isla de Cuba, impresa el 1833, i el 1830 la Memoria sobre la vagancia en la isla de Cuba. El 1832 va tornar a Cuba, on va entrar a la redacció de la Revista Bimestre Cubana, publicació que, durant el temps que la va dirigir Saco, va ser qualificada com la primera de la seva classe en aquell país.
Va prendre també al seu càrrec la direcció del Col·legi de Buenavista, càrrec al qual va renunciar al poc temps. Continuà a la redacció del diari fins a 1834, en què va ocórrer l'incident que va promoure el seu desterrament i en què sembla que van tenir bona part les calúmnies dels seus enemics, que el van fer aparèixer com a perjudicial als dominis espanyols. Aleshores va escriure la seva Justa defensa de l'Acadèmia (Matanzas, 1834), fulletó en què defensava la formació d'una Acadèmia de Literatura, al que s'oposava la Societat Patriòtica per entendre que retallava les seves atribucions, i va passar a Espanya.
Fou electe diputat per la província Oriental per tres vegades consecutives, però no va aconseguir veure realitzat el seu desig de representar a les Cort la seva pàtria en cap; la primera, per estar aquestes ja dissoltes quan van arribar a Espanya les credencials; la segona, per haver esclatat llavors la revolució de la Granja, i la tercera, perquè les Corts Constituents van resoldre privar per sempre de representació nacional a Cuba, Puerto Rico i Filipines.
A aquest propòsit va escriure Protesta de los diputados electos por la isla de Cuba (Madrid, 1837), i entre altres fulletons que va publicar en aquell temps cal esmentar: Mi primera pregunta i Paralelo entre la isla de Cuba y algunas colonias inglesas. Passà a Lisboa i d'allà a Marsella; després visità Itàlia, Alemanya i Àustria, i el 1845 es trobava a París, on va escriure Supresión del Tráfico de esclavos en la isla de Cuba. El 1848 publicà dos altres fulletons, un a Madrid i un altre a Gibraltar, que amb l'anterior li valgueren la falsa acusació d'assalariat dels anglesos i l'obligaren a establir-se a París. El 1848, quan a l'illa de Cuba sorgí la idea de l'annexió als Estats Units i Saco refusà el càrrec de director del diari La Verdad (portaveu cubà a la ciutat de Nova York), l'escriptor publicà el fulletó, potser el més popular entre els seus, Ideas sobre la incorporación de Cuba a los Estados Unidos, en que es mostrava francament anti-annexionista per la qual cosa el Govern va afavorir la circulació de l'esmentat fullet, malgrat els greus càrrecs que s'hi feien. Per aquest motiu es va separar del partit liberal. A les injúries que va publicar contra ell la premsa annexionista de Nova York, Saco va contestar amb el fullet Réplica a los anexionistas.
El 1851, després de la segona invasió de López, va escriure La situación política de Cuba y su remedio, a la que seguí Cuestión de Cuba. El 1861, va tornar a la seva pàtria per tal de promoure la fundació d'un diari que a Madrid defensés els interessos cubans, i després d'una altra permanència va marxar de nou a París, on va residir fins al 1866, en què va ser cridat per l'Ajuntament de Santiago de Cuba per representar-lo a la Junta d'informació sobre reformes ultramarines. Tornà amb aquest càrrec a Madrid, on va rebre un nou desengany i, novament a París, reprengué l'escriptura de la més notable de les seves obres, Historia de la esclavitud des de los tiempos más remotos hasta nuestros días, una obra d'interès general que, abans d'acabar-se, ja s'havia començat a traduir a tres idiomes estrangers.
Poc temps abans havia estat elegit novament diputat, però no va poder prendre possessió a causa de les seves xacres i avançada edat.